# Furosémide
Le furosémide est un diurétique de l'anse. Il est puissant et possède une demi-vie courte, c'est donc un traitement de choix en cas d'urgence.

## Pharmacocinétique
Il peut s'administrer par voie orale ou en intraveineuse. Dans ce dernier cas, il peut être donné en injection fragmentée  ou en perfusion continue. 
Par voie orale, la biodisponibilité est d'environ 50 % et diminue légèrement si la prise n'est pas faite à jeun. L’absorption digestive est retardée en cas d'insuffisance cardiaque.

## Mécanisme d'action
Le furosémide est un diurétique puissant qui inhibe la réabsorption du sodium au niveau de la branche ascendante de l’anse de Henle, plus précisément au niveau des tubes contournés proximaux et distaux. Il s'agit d'une Inhibition du transporteur Na+/K+/Cl−. 
L’action du furosémide au niveau du tube distal est indépendante de l’anhydrase carbonique ou de l’action inhibitrice de l’aldostérone. 
La diurèse commence dans l’heure qui suit l’administration orale du médicament, et l’effet maximal de ce dernier, qui dure entre 6 et 8 heures, s’observe entre 1 et 2 heures après l’administration

## Indications
Ce médicament est un diurétique indiqué dans les cas suivants :
- œdème d'origine cardiaque ou rénale[6] ;
- œdème d'origine hépatique, généralement en association avec un épargneur de potassium[6] ;
- hypertension artérielle[6] ;
- traitement de l’hyperkaliémie et de l’hypercalcémie[7].

## Contre-indications
- Sportif : produit considéré comme dopant car ce diurétique, utilisé pour traiter l'hypertension, permet de masquer la prise d'anabolisants[8].

Ce médicament ne doit pas être utilisé dans les cas suivants :
- allergie aux sulfamides ;
- rétention d'urine par obstruction importante des voies urinaires ;
- déshydratation (surtout chez la personne âgée) ;
- encéphalopathie hépatique ;
- traitement à la méthénamine (antiseptique des voies urinaires)[9] ;
- allaitement.

## Précautions
L'utilisation est déconseillée chez les sujets susceptibles de présenter une acidose.
Le bilan hépatique et rénal est indispensable, en particulier chez les diabétiques et les sujets âgés. 
La surveillance régulière de la kaliémie est elle aussi indispensable.

## Voie d'administration
- Voie orale
- Voie veineuse

## Législation
- Belgique : nécessite une ordonnance
- Brésil : nécessite une ordonnance
- France : Liste II, nécessite une ordonnance

## Divers
Le furosémide fait partie de la liste des médicaments essentiels de l'Organisation mondiale de la santé (liste mise à jour en avril 2013).